# Shunsuke Watanabe
Shunsuke Watanabe (渡辺 俊介, Watanabe Shunsuke, né le 27 août 1976 à Shimotsuga-gun, préfecture de Tochigi, Japon) est un lanceur droitier de baseball. Il évolue de 2001 à 2013 pour les Chiba Lotte Marines de la Ligue Pacifique.

## Carrière

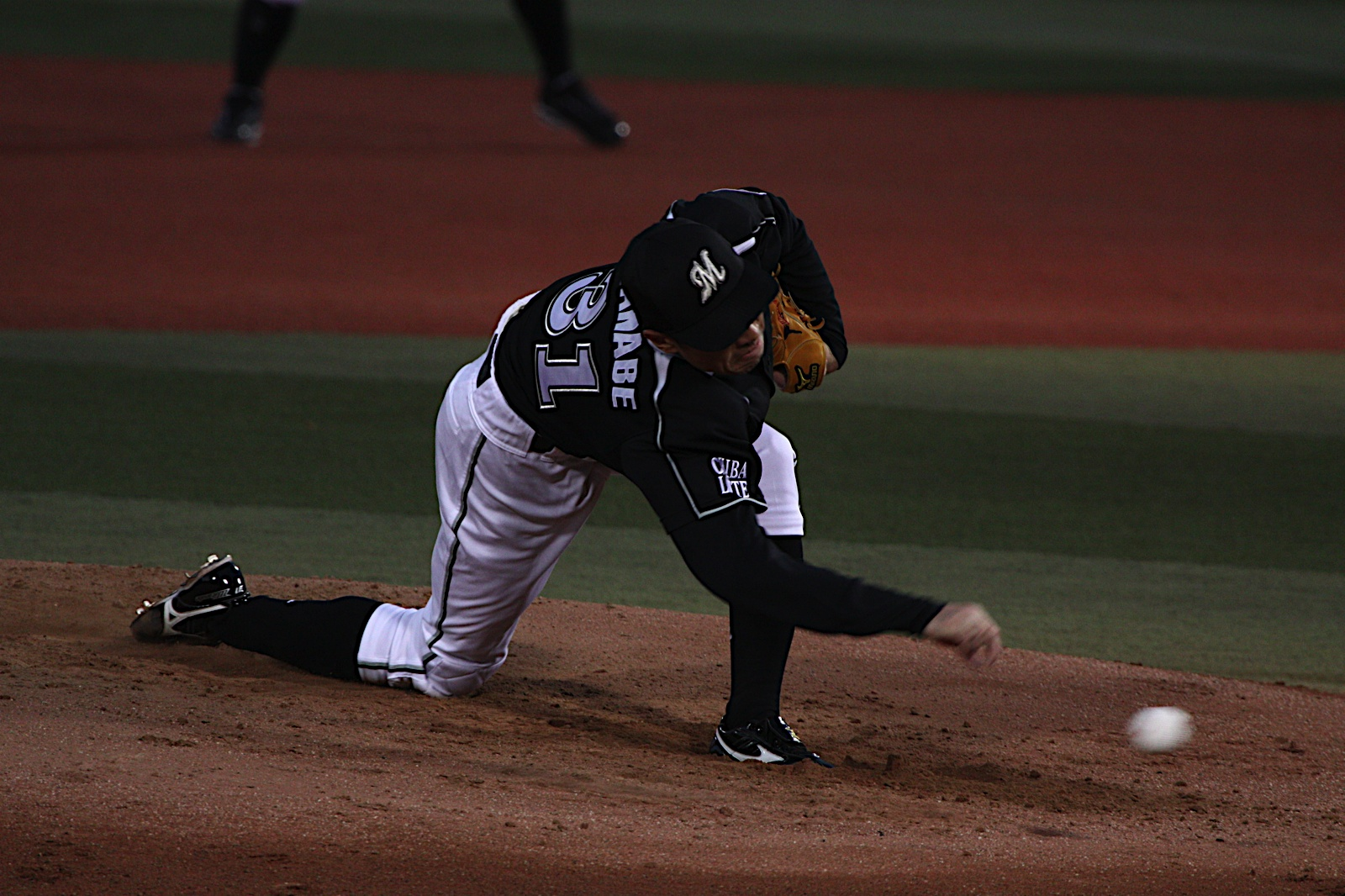
Shunsuke Watanabe est un lanceur de balle sous-marine.

### Japon
Shunsuke Watanabe évolue de 2001 à 2013 en Ligue Pacifique du Japon avec les Chiba Lotte Marines. Le lanceur de balle sous-marine est lanceur partant dans 240 des 255 matchs qu'il joue pour les Marines. Sa moyenne de points mérités au cours de ces 13 saisons s'élève à 3,65 en 1 578 manches et un tiers lancées, avec 846 retraits sur des prises, 87 victoires, 82 défaites, 42 matchs complets et 8 blanchissages. 
Il connaît sa meilleure saison en 2005 avec une moyenne de points mérités de 2,17 en 187 manches lancées. En 23 départs, il remporte 15 victoires, un sommet pour lui en carrière, contre seulement 4 défaites. Il blanchit les Hanshin Tigers dans le 2e match des Japan Series, la finale des ligues japonaises que les Marines remportent. Il savoure une seconde conquête du titre en 2010. 

### International
Watanabe s'aligne avec l'équipe du Japon qui remportent les Classiques mondiales de baseball de 2006 et 2009.
En 2004, il joue dans les Japan All-Star Series, une compétition organisée par la MLB et la NPB et opposant des joueurs nord-américains et japonais. Dans un match le 6 novembre au Tokyo Dome, il accorde à David Ortiz un coup de circuit qui voyage à 514 pieds du marbre.

### États-Unis
Le 17 décembre 2013, Shunsuke Watanabe signe un contrat des ligues mineures avec les Red Sox de Boston de la Ligue majeure de baseball. L'artilleur de 37 ans se rapporte au camp d'entraînement le printemps suivant où il est en compétition pour un poste de lanceur de relève. Incapable de se tailler une place, il est libéré à l'approche du début de la saison. Il évolue en 2014 pour les Barnstormers de Lancaster, un club indépendant de l'Atlantic League, où il remporte 8 victoires contre deux défaites avec une moyenne de points mérités de 3,37 en 120 manches et un tiers lancées.